# 후에 대학살

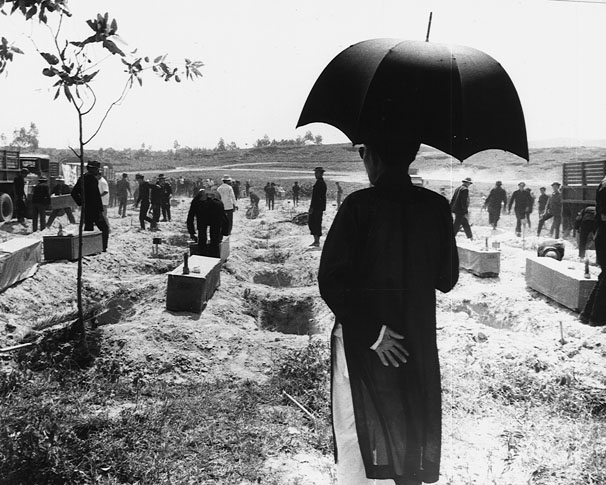

후에 대학살(順化大虐殺, 베트남어: Thảm sát Tết Mậu Thân ở Huế)은 구정 대공세를 통해 후에의 점령과 함락, 후퇴 과정에서 베트콩과 베트남 인민군에 의해 자행된 즉결 처형과 대량 학살에 주어진 이름이다. 베트남 전쟁 중 가장 길고, 피를 많이 본 전투 중 하나로 간주되고 있다.
후에 전투는 1968년 1월 31일에 시작하여, 총 26일 동안 지속 되었다. 뒤이어 몇 달 동안, 후에와 그 주변에서 수십 개의 집단 매장지가 발견되었다. 피해자는 성인 남녀 어린이와 유아가 포함되어 있었다. 추정 사망자 2,800명에서 6,000명 사이였고, 민간인과 포로를 포함하여, 후에 전체 인구의 5 ~ 10%에 달하는 인원이었다. or 5–10% of the total population of Huế. 베트남 공화국은 살해되거나 납치되어 희생자 중 식별된 희생자 4,062명의 피해자의 목록을 발표했다. 희생자는 구속되고, 고문당하고, 때때로 매장된 채 발견되었다. 맞아 죽은 많은 희생자들도 있었다.
많은 미국과 남베트남 당국자와 그 사건을 조사한 많은 언론인들이 다른 증거자료와 함께 발굴을 했으며, 4주간의 점령 중 후에와 주변에서 대규모의 잔학 행위가 수행되었다는 증거로 삼았다. 그 살해 행위는 이 지역의 미군에게 친숙한 사람들을 포함하여, 전체 사회 계층을 대규모로 숙청하는 과정의 일부로 인식되었다. 이후 남베트남 ‘보복 분대’도 공산주의자 점령을 지원했었던 시민을 찾아내고, 처형을 했다는 주장도 있었다. 2017년에, 벤 키어넌(Ben Kiernan)은 후에 대학살은 ‘베트남 전쟁의 가장 잔악한 행위’였을 것이라고 후에 대학살을 설명했다.

## 참고자료
- Arnold, James R., Tet Offensive 1968: Turning Point in Vietnam, London: Osprey, 1990. ISBN 0850459605
- Bullington, James R. "And Here, See Huế," Foreign Service Journal, November 1968.
- Christmas, G. R. "A Company Commander Reflects on Operation Huế City," Marine Corps Gazette, April 1971.
- Davidson, Phillip B. Vietnam at War: The History, 1946–1975. Oxford University Press, 1991. ISBN 0195067924
- Hammel, Eric. Fire in the Streets: The Battle for Huế, Tet 1968. Chicago: Contemporary Books, 1991. ISBN 0809242796
- Harkanson, John, and Charles McMahon. "USMC & Tet '68: There's a Little Trouble in Huế ...," Vietnam Combat, Winter 1985.
- Krohn, Charles A., The Lost Battalion: Controversy and Casualties in the Battle of Huế, Praeger Publishers, 1993. ISBN 0275945324
- Larson, Mike, Heroes: A Year in Vietnam With The First Air Cavalry Division, Barnes & Noble, 2008. ISBN 9780595525218
- Nolan, Keith William. Battle for Huế: Tet 1968. Novato, CA: Presidio Press, 1983. ISBN 0891411984
- Oberdorfer, Don. Tet!: The Turning Point in the Vietnam War. New York: Doubleday & Company, 1971. Reissued in 1984 by Da Capo Press. ISBN 0306802104
- Palmer, Dave Richard. Summons of the Trumpet: U.S.-Vietnam in Perspective. Novato, CA: Presidio Press, 1978. ISBN 0891410414
- Phan Van Son. The Viet Cong Tet Offensive (1968). Saigon: Republic of Vietnam Armed Forces, 1969.
- Pike, Douglas. PAVN: People's Army of Vietnam. Novato, CA: Presidio Press, 1986. ISBN 0891412433
- Secrets of the Vietnam War. Novato, CA: Presidio Press, 1990. ISBN 0891413820
- Smith, Captain George W., USA. "The Battle of Huế," Infantry, July–August 1968.
- Stanton, Shelby L. Anatomy of a Division: 1st Cav in Vietnam. Novato, CA: Presidio Press, 1987. ISBN 089141259X
- Tolson, Major General John J., 3rd. Airmobility: 1961–1971. Washington, D.C.: Department of the Army, 1973.
- Truong Sinh. "The Fight to Liberate the City of Huế During Mau Than Tet (1969)," Hoc Tap, December 1974.
- Tucker, Spencer, Vietnam. London: UCL Press, 1999
- Vietnam Order of Battle. New York: U.S. News & World Report, Inc., 1981.
- Young, Marilyn B., The Vietnam Wars, 1945–1990 (New York: Harper Perennial, 1991)
- Vennama, Alje, The Viet Cong Massacre at Huế. New York, Vantage Press, 1976. ISBN 0533019249